# Фельдкірх (хокейний клуб)
ФЕУ Фельдкірх (нім. VEU Feldkirch) — хокейний клуб з м. Фельдкірх, Австрія. Заснований у 1927 році. Виступає у чемпіонаті Австрійської національної ліги. Домашні ігри команда проводить на «Форарльберггалле» (5,200). Офіційні кольори клубу червоний, білий і чорний.
Чемпіон Австрії (1982, 1983, 1984, 1990, 1994, 1995, 1996, 1997, 1998). Чемпіон Євроліги (1998). Чемпіон Альпенліги (1996, 1997, 1998, 1999).
Найсильніші гравці різних років: 
- воротарі: Райнгард Дівіс;
- захисники: Домінік Лавуає, Том Сірл, Конрад Дорн;
- нападаники: Бенгт-Оке Густафссон, Томас Нурдквіст, Келвін Грінбенк, Гергард Пушнік, Рік Нешейм, Даг Сміт.

У 1991—1998 роках команду успішно тренував Р. Крюгер, при якому у 1998 році «Фельдкірх» став найсильнішим клубом в Європі.